# نهائي كأس الاتحاد الأوروبي 1973
نهائي كأس الاتحاد الأوروبي 1973 جرى بين فريقي ليفربول، وبوروسيا مونشنغلادباخ. وكعادة المسابقات الأوروبية سابقاً لعب نهائي الدوري الأوروبي من مباراتين:الأولى كانت على استاد انفيلد رود الملعب الخاص بنادي ليفربول وانتصر الفريق حينها في لقاء الذهاب ضد ضيفه الصعب بوروسيا مونشنغلادباخ بثلاثية بيضاء، سجلها كل من كيفن كيغان هدفان، لويد كيغان افتتح التسجيل عند الدقيقة 21 ثم عاد مجدداً ليضاعف النتيجة عند الدقيقة 32، لينهي ليفربول الشوط الأول متقدماً بهدفين، وبعد 15 دقيقة من بداية الشوط الثاني سجل الدولي الإنجليزي لويد هدف ليفربول الثالث ليقضي على آمال مونشنغلادباخ ولو بتقليص النتيجة، وبهذه النتيجة 0-3 انتهى الذهاب.
لقاء الإياب في ألمانيا وقاد اللقاء الحكم السوفيتي السابق بافيل كوزاكوف
يوب هاينكس يسجل الهدف الأول للنادي الألماني عند الدقيقة 29، مرة أخرى هاينكس يسجل! الدقيقة 40 والنتيجة 0-2، حاول المدرب نادي ليفربول بيل شانكلي تدارك الأمور بإشراك بعض اللاعبين الذين بإمكانهم قلب النتيجة لمصلحة ليفربول خلال الشوط الثاني، لكن ذلك لم يحصل إلا أنهم في المقابل حافظوا على نظافة شباكهم خلال الحصة الثانية وبذلك ينتهي اللقاء بنتيجة 0-2 لنادي بوروسيا مونشنغلادباخ الذي كان مطالبا بتحقيق الفوز بنتيجة 0-4 أو على الأقل معادلة النتيجة بتسجيل 3 أهداف وعدم استقبال أي هدف، في نهاية المطاف توج ليفربول بلقب البطولة بقيادة مدربه شانكلي.